# Encarsia aureola
Encarsia aureola är en stekelart som först beskrevs av Girault 1913.  Encarsia aureola ingår i släktet Encarsia och familjen växtlussteklar. Inga underarter finns listade i Catalogue of Life.